# Slatinski młyn
Slatinski młyn – zespół budynków dawnego młyna w Slatinie nad Úpou; tworzą go budynki nr 101, 240 i 245.

## Historia
Pierwotny budynek młyna był drewniany. Nie wiadomo, kiedy został zbudowany. Pierwsza wzmianka o młynie pochodzi z 1585 r. W 1765 r. należał do młynarza Václava Šafránka. Z budynkiem związane były grunty o obszarze 22 morg i 1172 siągów.

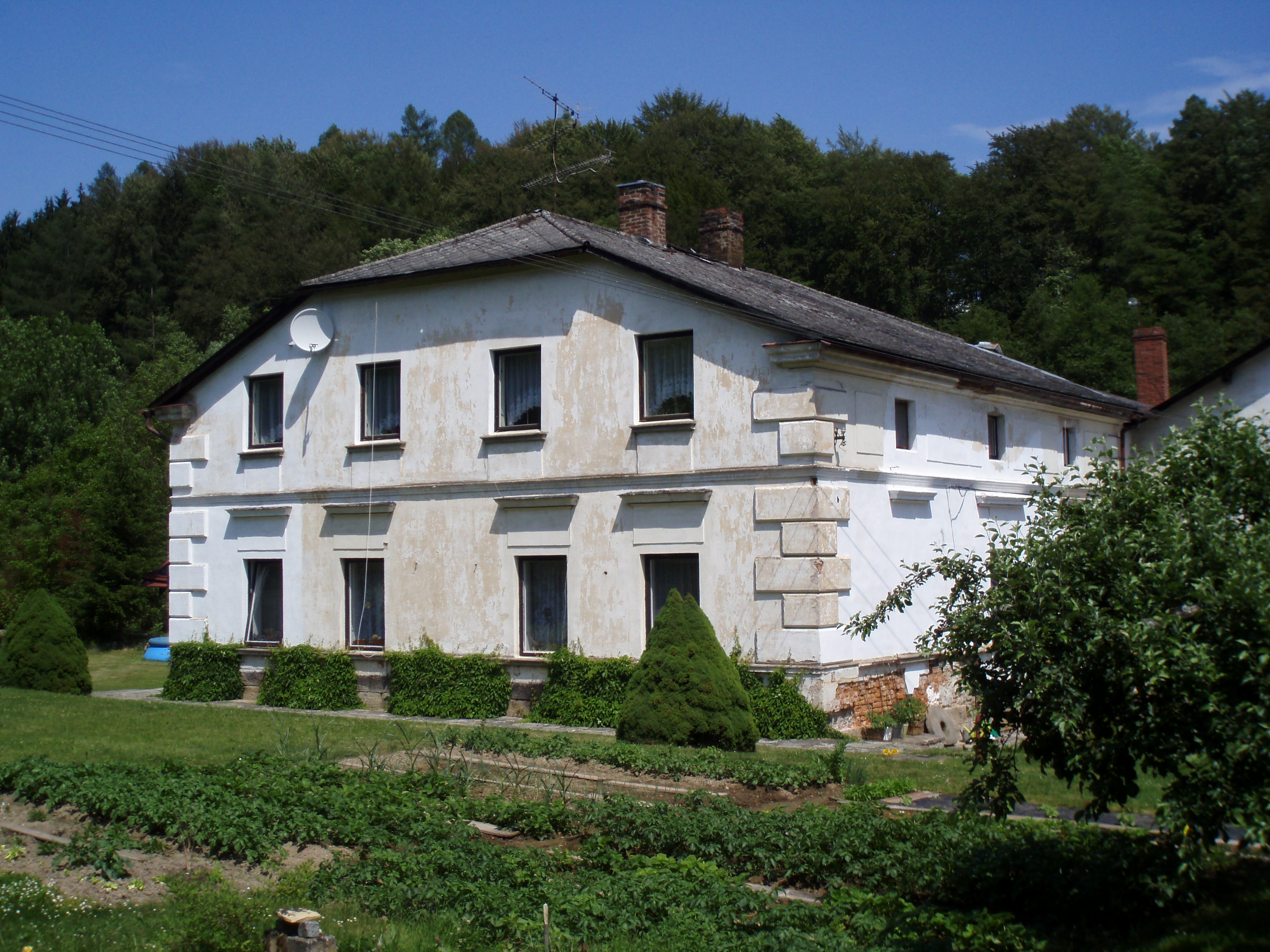
Dom nr 101

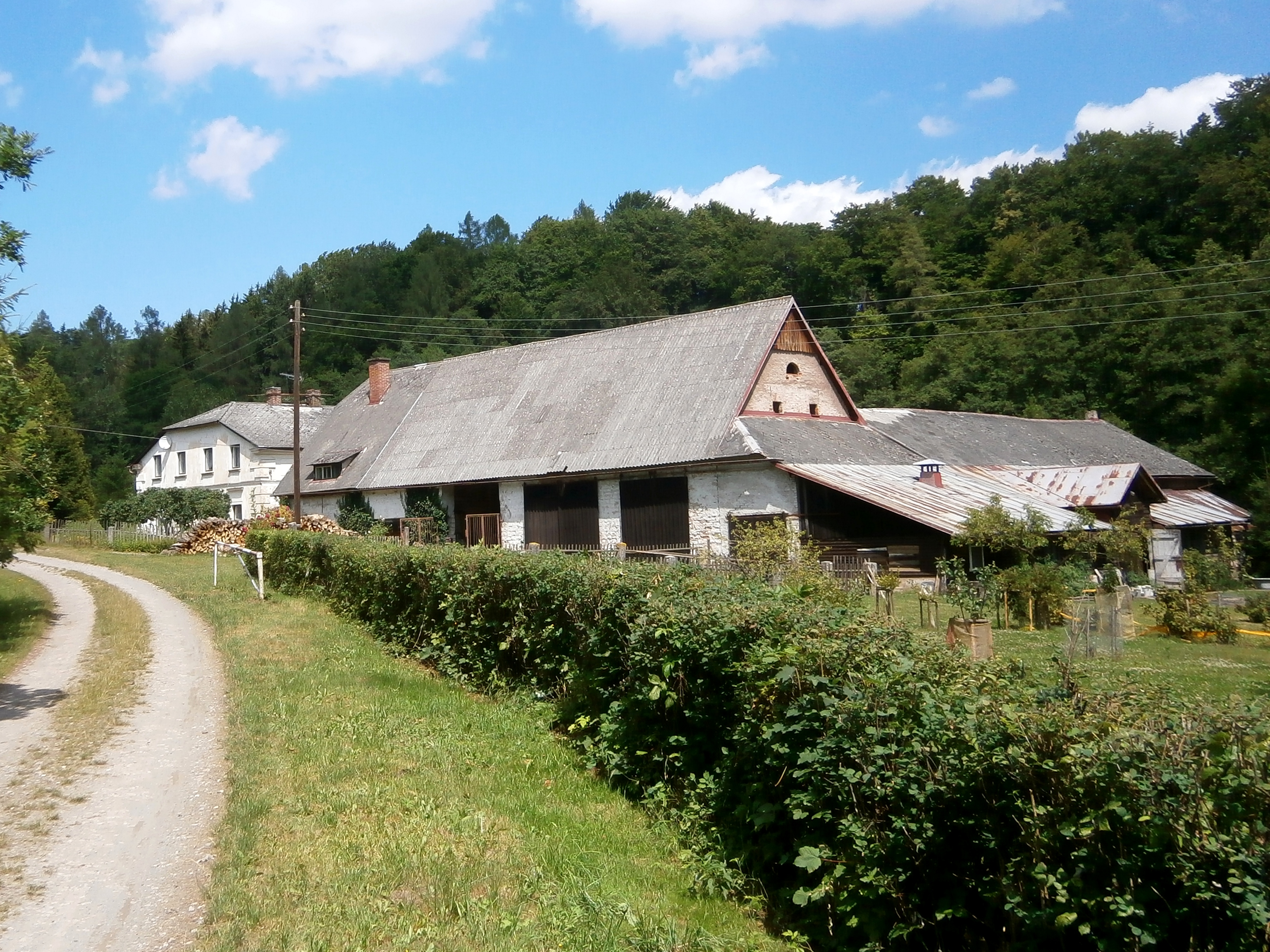
Widok na młyn

Jego następca i syn Antonín Šafránek jest wspominany w 1804 r. W 1843 r. jest opisywany jako właściciel Jan Kordina, który go kupił 6 marca 1836 i po 1850 r. otrzymał również dom nr 100.
Przed nim działali tutaj: Josef i Veronika Prouzowie (młyn kupiony 27 września 1817), Josef i Františka Šrůtkowie (młyn nabyli 26 lutego 1818), Václav Kritznar (młyn kupił 7 grudnia 1821) oraz Josef Peldrián (młyn kupiony 7 stycznia 1827).
Młynarz Jan Kordina zarządzał młynem bardzo długo (zmarł 29 grudnia 1879. Dopiero po wojnie z Prusami z powodu podeszłego wieku oddał go w ręce syna Augusta. Ten przekazał młyn w 1922 r. synowi Jaroslavowi, który pracował jako lekarz w Pardubicach.
22 marca 1861 zginął w wypadku dziewiętnastoletni robotnik młynarski Vincent Falta, zmiażdżony przez koło młyńskie.
W 1881 r. została zbudowana wokół młyna nowa droga. Budynek pojawił się też w literaturze: w młynie dzieje się część akcji powieści Aloisa Jiráska "U nás".
Na początku XX wieku przeprowadzano konsultacje w sprawie planowanego zbiornika retencyjnego. 10 września 1912 odwiedził miejsce to minister robót publicznych Otakar Trnka.
1 października 1922 zaczął mleć w młynie najemca Josef Novotný, który w młynie zainstalował oświetlenie elektryczne i był tutaj aż do grudnia następnego roku, kiedy młyn ponownie przejął August Kordina.
Ostatnia poważna przebudowa i modernizacja młyna została przeprowadzona w latach 20. XX wieku. Jej inwestorem był Jaroslav Kordina, który zginął w marcu 1945 w niemieckim obozie pracy w Zelle. Był to remont młyna i uruchomienie turbiny napędowej, która miała aż 30 koni mechanicznych.
W 1960 r. młyn został upaństwowiony i przejęty przez miejscowe JZD; wrócił do rodziny Kordinów dopiero w 1991 r. w ramach restytucji mienia.